# 부산공동어시장

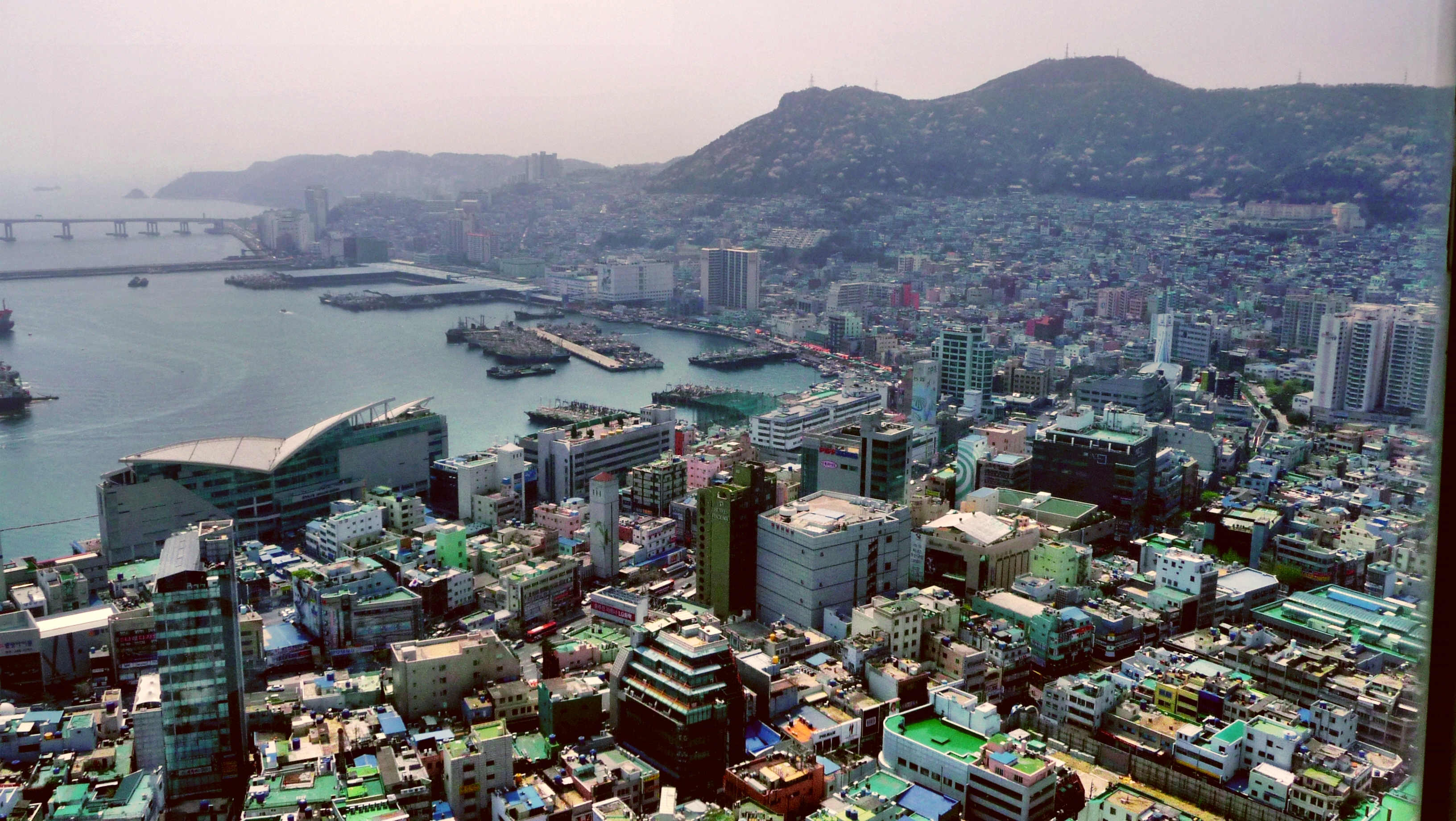
부산항에 있는 부산공동어시장

부산공동어시장(釜山共同魚市場)은 부산광역시 서구에 위치하는 수산업의 중심지인 부산항에 위치하고 있으며 전국 어선 어업 생산량의 30% 이상을 판매하는 국내 최대 규모의 산지 어시장이다.

## 연혁
- 1959년 8월 21일: 제52차 국무회의에서 현대적 어시장 설립을 의결
- 1963년 11월 1일: ‘부산종합어시장’이라는 이름으로 현재의 부산항 국제여객터미널 부두에서 개장
- 1971년 1월 20일: 부산공동어시장으로 개칭
- 1973년 1월 22일: 지금의 부산광역시 서구 충무대로 202(남부민동)로 이전
- 2016년 5월 29일: 수산업협동조합법 개정, 부칙 경과조치에 따라 조합공동사업법인으로 전환 근거 마련
- 2017년 2월 18일: 부산공동어시장조합공동사업법인 창립총회 개최
- 2017년 2월 27일: 해양수산부 전환 설립 인가로 우리나라 최초 수산업협동조합법 상 '부산공동어시장조합공동사업법인' 탄생

## 같이 보기
- 대한민국의 경제
- 대한민국의 시장 목록
- 어업